# Rogožarski IK-3
Rogožarski IK-3 (în chirilică Рогожарски ИК-3) a fost un monoplan iugoslav din anii 1930, reprezentând un avion de vânătoare interceptor cu un singur loc, cu aripi joase și cu tren retractatabil. Avionul a fost proiectat de Ljubomir Ilić și Kosta Sivčev, fiind un succesor a avionului de vânătoare IK-1/IK-2. Acesta a fost privit ca un avion în general eficace, mai ușor de mânuit decât avioanele contemporane Messerschmitt Bf 109E și Hawker Hurricane Mk.I.
În 1941 peste douăzeci de aparate erau în serviciul Forțelor Aeriene Regale Iugoslave.

## Specificații tehnice
Caracteristici generale
- echipaj - 1
- anvergură - 10,33 m
- înălțime - 3,23 m
- aria de bază - 16,6 m²
- greutate gol - 1.874 kg
- greutate încărcat - 2.405 kg
- raport aspect -
- motoare - 1× motor Hispano-Suiza construit de Avia 12Ycrs V-12, motor răcit cu lichid, 920 shp (686 kW)

Performanțe
- viteză maximă - 527 km/h
- plafon: 12000 m.
- autonomie: 496 km.
- raport putere/masă=0,29 kW/kg

Armament
- bombe
- arme
  - 1× 20 mm tun Hispano-Suiza HS-404.
  - 2× 7.92 mm mitraliere Browning.

## Galerie foto

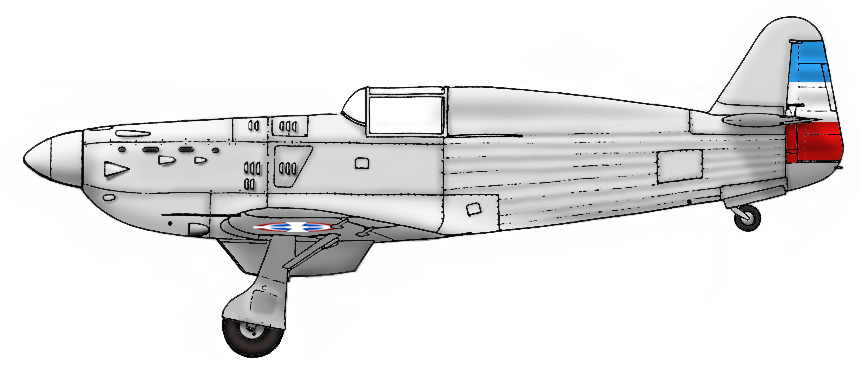
Desen.
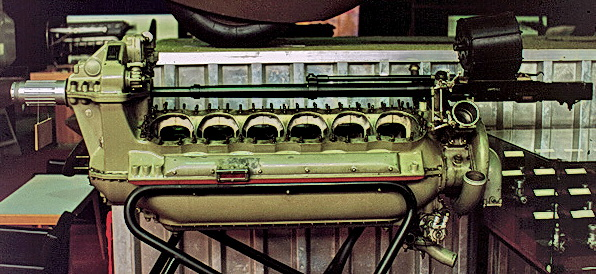
Motorul avionului.
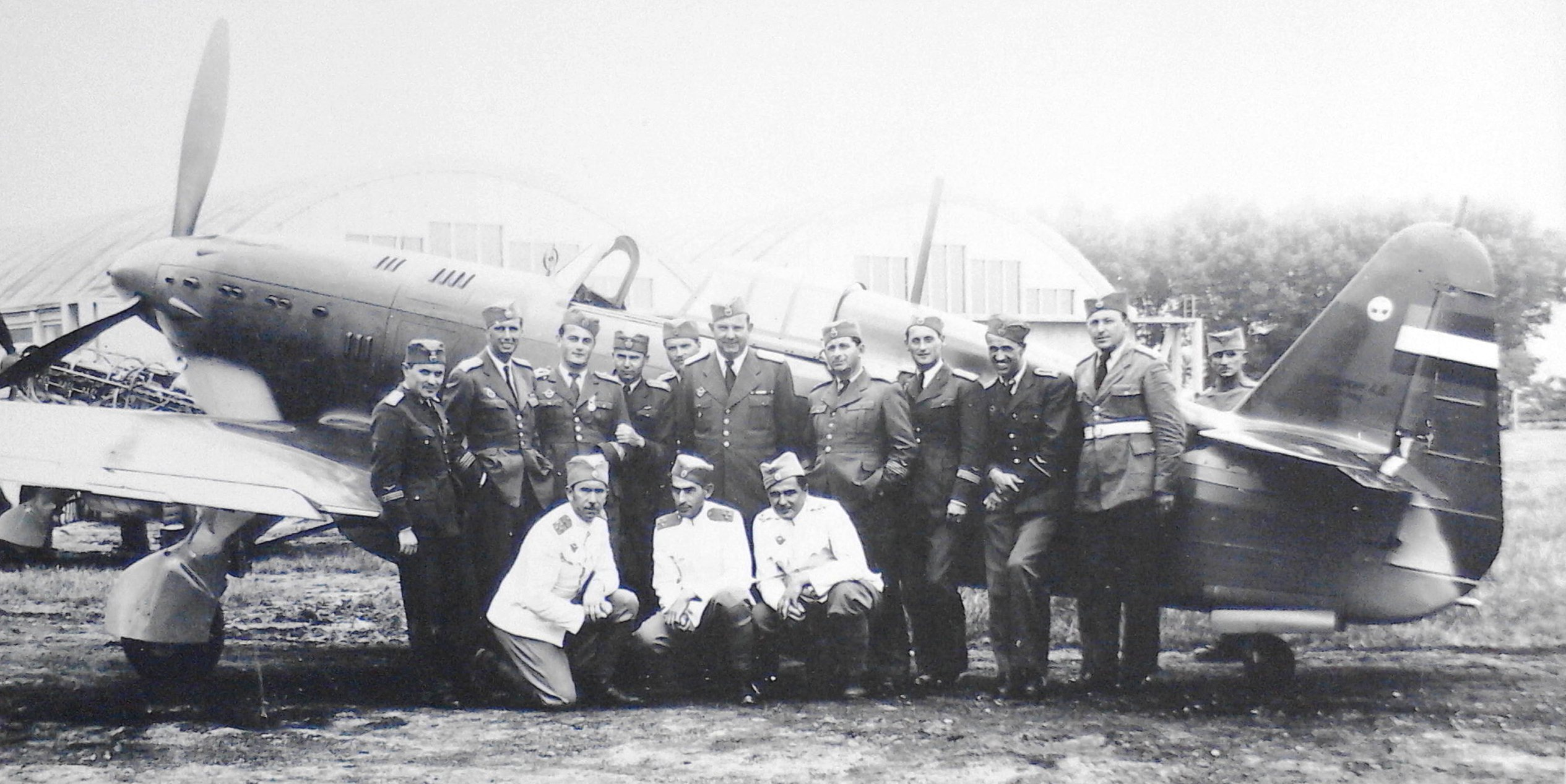
Piloți din al șaselea regiment.